# Ficus colubrinae
Ficus colubrinae là một loài thực vật có hoa trong họ Moraceae. Loài này được Standl. mô tả khoa học đầu tiên năm 1917.